# Campeonato Sul-Americano de Atletismo em Pista Coberta
O Campeonato Sul-Americano de Atletismo em Pista Coberta (espanhol:Campeonato Sudamericano de Pista Cubierta) é uma competição bienal de atletismo em pista coberta, organizada pela CONSUDATLE para atletas da América do Sul.  Tornou-se o terceiro continente a organizar um evento desse tipo (após o Campeonato Europeu de Atletismo em Pista Coberta em 1966 e o Campeonato Asiático de Atletismo em Pista Coberta em 2004). 

## Edições
| Edição | Ano  | Cidade     | País    | Data              | Local                           | No. de Eventos | No. de Atletas |
| ------ | ---- | ---------- | ------- | ----------------- | ------------------------------- | -------------- | -------------- |
| 1º     | 2020 | Cochabamba | Bolívia | 1 – 2 fevereiro   | Estádio Municipal de Cochabamba | 26             | 101            |
| 2º     | 2022 | Cochabamba | Bolívia | 19 – 20 fevereiro | Estádio Municipal de Cochabamba | 26             | 117            |
| 3º     | 2024 | Cochabamba | Bolívia | 27 – 28 janeiro   | Estádio Municipal de Cochabamba | 26             | 125            |

## Quadro geral de medalhas
Atuaizado até a edição de 2020.
| Ordem | País      | Medalha de ouro | Medalha de prata | Medalha de bronze | Total |
| ----- | --------- | --------------- | ---------------- | ----------------- | ----- |
| 1     | Brasil    | 9               | 3                | 4                 | 16    |
| 2     | Bolívia   | 4               | 4                | 2                 | 10    |
| 3     | Argentina | 3               | 4                | 8                 | 15    |
| 4     | Uruguai   | 2               | 2                | 0                 | 4     |
| 5     | Panamá    | 2               | 0                | 0                 | 2     |
| 6     | Venezuela | 1               | 5                | 0                 | 6     |
| 7     | Chile     | 1               | 3                | 1                 | 5     |
| 8     | Peru      | 1               | 2                | 3                 | 6     |
| 9     | Colômbia  | 1               | 1                | 1                 | 3     |
| 10    | Equador   | 1               | 0                | 0                 | 1     |
| 10    | Suriname  | 1               | 0                | 0                 | 1     |
|       | TOTAL     | 26              | 24               | 19                | 69    |

## Participação
Onze federações membros da CONSUDATLE participaram do campeonato. 
- Argentina
- Bolívia
- Brasil
- Chile
- Colômbia
- Equador
- Panamá
- Peru
- Suriname
- Uruguai
- Venezuela

## Competições
- Campeonato Sul-Americano de Atletismo
- Campeonato Sul-Americano de Atletismo Sub-23
- Campeonato Sul-Americano de Atletismo Sub-20
- Campeonato Sul-Americano de Atletismo Sub-18
- Campeonato Sul-Americano de Corta-Mato
- Campeonato Sul-Americano de Marcha Atlética
- Campeonato Sul-Americano de Maratona
- Campeonato Sul-Americano de Meia Maratona
- Campeonato Sul-Americano de Milha de Rua
- Campeonato Sul-Americano de Corrida de Montanha